# Luttrell psalter

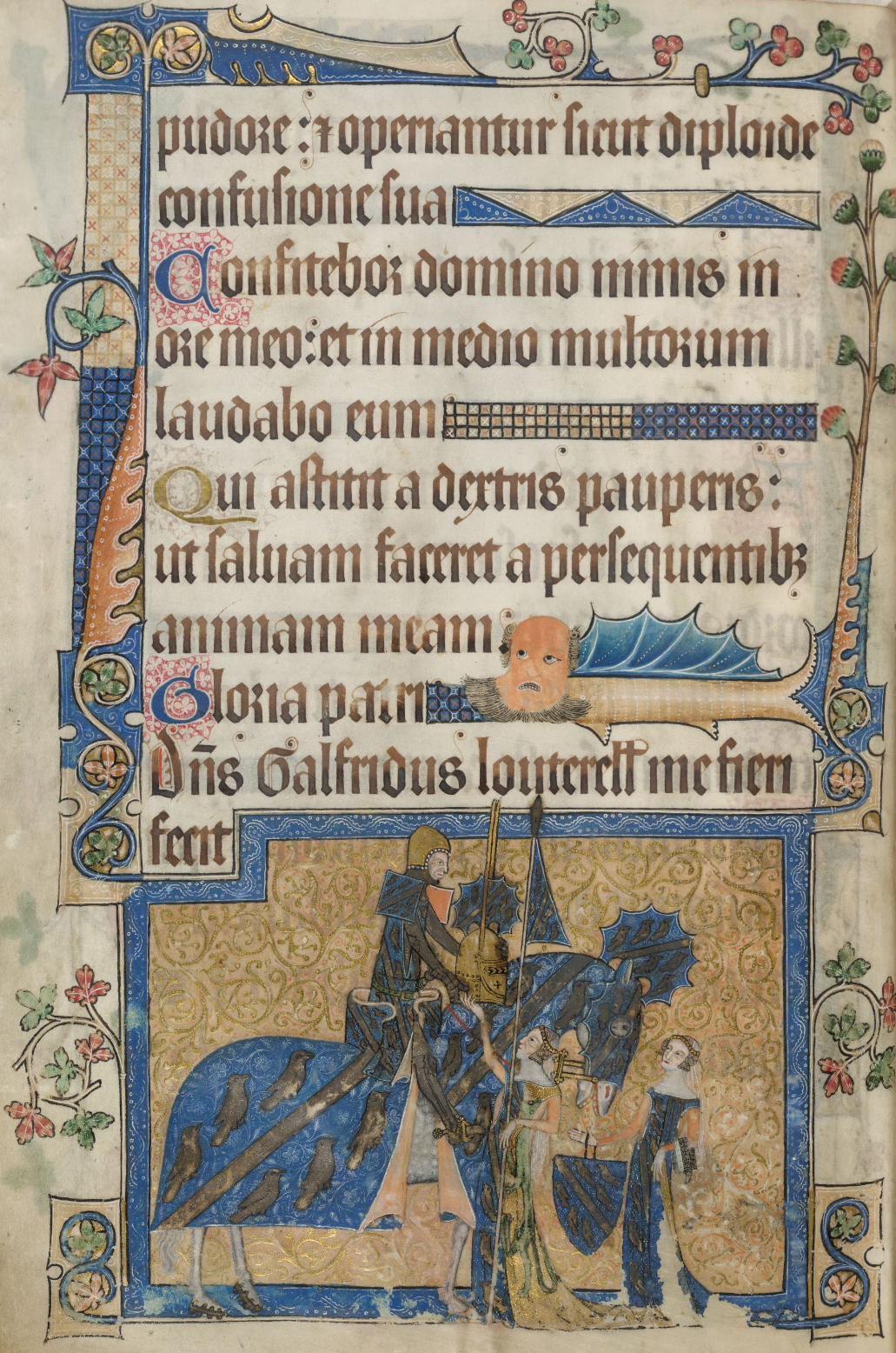
Luttrell psalter, f202v, Geoffrey Luttrell, te paard, in gezelschap van zijn vrouw en zijn schoondochter.

Het Luttrell psalter is een verlucht handschrift gemaakt in het begin van de 14e eeuw in opdracht van Geoffrey Luttrell, van Irnham in Lincolnshire. Het manuscript is zeer bekend voor zijn margeversiering met, naast de religieuze thema’s, scènes uit het dagelijkse leven. Het toont als het ware een beeldverhaal van het landelijk leven in Engeland in de late middeleeuwen. Het wordt nu bewaard in de British Library als Additional MS 42130.

## Inleiding
Een psalter bevat de 150 psalmen die toegeschreven werden aan koning David en werd door de christenen overgenomen uit het Oude Testament. Het psalter was de hoeksteen van het getijdengebed in de kloosters maar eveneens het boek dat door geletterde leken werd gebruikt bij de privé devotie voor het getijdenboek in zwang kwam.
Het Luttrell psalter is een Gallicaans psalter, het bevat dus de 150 psalmen in de versie zoals we ze kennen van de Vulgaat.
De psalmen werden zowel in de kloosters als door de seculiere geestelijkheid wekelijks gereciteerd. Benedictus verdeelde de psalmen in groepen die dagelijks moesten gebeden worden, de zogenaamde monastieke indeling. De seculiere geestelijkheid hanteerde een andere indeling de zogenaamde achtvoudige verdeling, naar de zeven beginpsalmen voor de metten van zondag tot zaterdag (1, 26, 38, 52, 68, 80 en 97) en de beginpsalm bij de vespers op zondag (psalm 109). In Duitsland, Vlaanderen en Engeland was ook een drievoudige verdeling (1-50, 51-100 en 101-150) gebruikelijk. De combinatie van beide systemen leidde tot een 10-voudige verdeling (1, 26, 38, 51, 52, 68, 80, 97, 101, 109) die gebruikt werd in het Luttrell psalter.

## Beschrijving
Het handschrift bestaat uit 309 perkamenten folia van 350 × 245 mm, met 2 schutbladen in papier vooraan en drie schutbladen in papier achteraan. Het bestaat uit 26 katernen van elk zes bifolia, behalve katern 17 dat slechts 5 bifolia telt. Het laatste blad van het manuscript ging verloren. 
Het handschrift is geschreven in een Gotische textura in het Latijn. De tekst is geschreven in één kolom van 14 lijnen en meet 255 × 170 mm. Alle pagina’s werden voor het schrijven afgelijnd met loodstift. De tekst is van de hand van slechts één scribent. Bij de verluchting van het handschrift waren vijf artiesten betrokken.

## Geschiedenis
Het handschrift werd vervaardigd vóór 1340 in opdracht van en voor Sir Geoffrey Luttrell (1276-1345), van Irnham in Lincolnshire, een rijke landeigenaar zoals blijkt uit de inscriptie op f202v: “Dns Galgridus louterell me fieri fecit” (zie afbeelding hierboven). Hij wordt trouwens afgebeeld op de bijgaande miniatuur, te paard in wapenrusting met zijn vrouw en zijn schoondochter, die hem zijn helm en zijn schild aanreiken.
Over de exacte datum zijn de kunsthistorici het nog steeds niet eens, maar er wordt gedacht aan 1320-1340. Sommigen stellen zelfs dat het psalter zou gemaakt zijn in functie van het nakende overlijden van Sir Geoffrey Luttrell, voor gebruik bij zijn begrafenisplechtigheid en bij de gebeden die hij bij testament voor zijn zieleheil liet zeggen. Men steunt zich hiervoor ook op de grootte van het boek en de grootte van het schrift. Slechts 14 lijnen op een blad in een dergelijk groot boek kan alleen maar bedoeld zijn voor een koorboek dat door meerdere personen tegelijkertijd van op een zekere afstand moest gelezen worden, het was alleszins niet gebruikelijk voor een boek bestemd voor privé devotie.
Het psalter wordt niet genoemd in het testament van sir Geoffrey maar we vinden het boek terug in het bezit van Lord William Howard (1563-1640) van Naworth, de derde zoon van Thomas Howard de 4e hertog van Norfolk, die zijn handtekening achterliet op f1r. William Howard was een verzamelaar van handschriften en gedrukte boeken.
In 1703 treffen we het boek aan in de verzameling van Nicholas Shirburne(?-1717) eerste baronet van Stonyhurst. Ook hij liet zijn sporen na onder meer via een inscriptie op f12v met als tekst: “Liber Nich: Scireburn ex dono Dam. Mariae Charleton de Cartington Ap. An. Do. 1703”. Vertaald luidt dit “Boek van Nicholas Shirburne, uit de gift van mevrouw Mariae Charleton de Cartington, 1703". De genoemde dame was de schoonmoeder van Nicholas en echtgenote van Edward Charlton baronet van Hesleyside en dochter en erfgename van Sir Edward Widdrington(? -1671), die dus het boek waarschijnlijk ook in zijn bezit moet gehad hebben.
Op een van de schutbladen staat een wapenschild van Thomas Weld (1750-1810) van Lulworth Castle, die het kasteel van Stonyhurst in 1754 erfde van zijn tante Mary, hertogin van Norfolk, die het op haar beurt had geërfd van Nicholas Shireburn. Het boek bleef dan in het bezit van de familie en werd tussen 1896 en 1906 en opnieuw tussen 1909 en 1929 uitgeleend aan het British Museum. In 1929 werd het aangeboden op een veiling bij Sotheby’s, maar voor het boek kon geveild worden werd het ingehouden en onderhands verkocht aan het British Museum voor 30.000 guineas of in 2012 een waarde in de buurt van twaalf en een half miljoen euro.

## Inhoud
Het psalter bevat een kalender gevolgd door de psalmen en de cantica, de litanie en een dodenofficie.
Inhoudslijst:
- ff.1r-12v: Kalender
- ff.13r-259v: Psalter
- ff.279v-283r: Cantica
- ff.283v-295v: Litanie met vijf collecta’s
- ff.296r-309v: Dodenofficie (afgebroken bij vers 3 van les 9)

## Verluchtingsprogramma

### De psalmen
Vanaf ca.1200 ontstond in Parijs een type-iconografie voor het illustreren van psalters die uitging van een letterlijke voorstelling van de aanhef of van een van de verzen van de psalm. Zo zal men bijvoorbeeld psalm 52 illustreren met de afbeelding van een gek (de tekst begint met: “De onwijze heeft gezegd …”). Een mooi voorbeeld van deze iconografie kan men vinden in het Psalter van Jean de Berry. Omstreeks dezelfde tijd ontwikkelde zich in Engeland een set van beelden die meer op de interpretatie van de tekst gebaseerd waren. Deze cyclus werd vrij algemeen gebruikt in Engeland in de 13e eeuw maar werd stilaan verdrongen door de Parijse cyclus.
Tegen het begin van de 14e eeuw was het Franse model ook in Engeland vrij algemeen geworden. De illustratie van het Luttrell psalter volgt duidelijk de Parijse cyclus. Andere psalters gemaakt in Oost-Anglia omstreeks dezelfde tijd, zoals het Macclesfield Psalter, volgen nog de (10-delige) Engelse versie. Dat is ook het geval voor het Gorleston, het Ormesby en het Douai psalter.
Het Luttrell  psalter is dus onderverdeeld in de achtdelige wekelijkse cyclus en de driedelige basiscylus en bijgevolg worden de psalmen 1, 26, 38, 51, 52, 68, 80, 97, 101, 109 extra versierd als bladwijzer voor die indeling. Hierbij werd het volgende verluchtingsprogramma gebruikt:
- Ps.1: koning David spelend op de harp f.13r.
- Ps. 26: Een figuur met een nimbus die naar zijn ogen wijst, ogen ter illustratie van de psalmtekst van psalm 26: “De Heer is mijn licht …” f.51r.
- Ps.38: David wijzend naar zijn tong, ter illustratie van de psalmtekst: “Ik heb gezegd …” f.75r.
- Ps. 51: Een figuur met een nimbus trekt een man de tong uit met een tang. f.97v.
- Ps. 52: Een gek, ook hier is de afbeelding gekozen als  letterlijke illustratie van de psalmtekst van psalm 52: “De onwijze heeft gezegd …” f.98v.
- Ps. 68: David vergaat in het water. Ook hier is de afbeelding gekozen als  letterlijke illustratie van de psalmtekst, waarin de psalmist vraagt aan God om hem te redden uit de diepten der zee. f.121v.
- Ps. 80: David met een psalter als illustratie van de tekst: “Looft met vreugde de heer, zing vrolijk tot de God van Jacob”. f.149r.
- Ps. 97: Vijf zangers aan een lessenaar, de miniatuur illustreert de tekst: “Zingt een nieuw lied voor God de Heer” f.174r.
- Ps. 101: David in gebed, f.177v.
- Ps. 109: David gezeten naast Christus, f.203r.

De andere psalmen beginnen met een versierde initiaal van 2 lijnen hoog, meestal gedecoreerd maar 28 van die initialen zijn gehistorieerd en illustreren soms de tekst van de psalm die ze openen.
De beginletters van de psalmverzen zijn alternerend in het blauw en goud geschreven. Ze zijn versierd met een penwerkachtergrond in het violet, rood, lichtbruin of blauw.
De blanco ruimte die ontstaat in het psalter werd opgevuld met lijnvullers. Hiervoor hebben de verluchters het ganse beschikbare gamma van zoömorfe figuren, florale decoratie, weefselpatronen, geometrische motieven, grotesken etc. gebruikt.

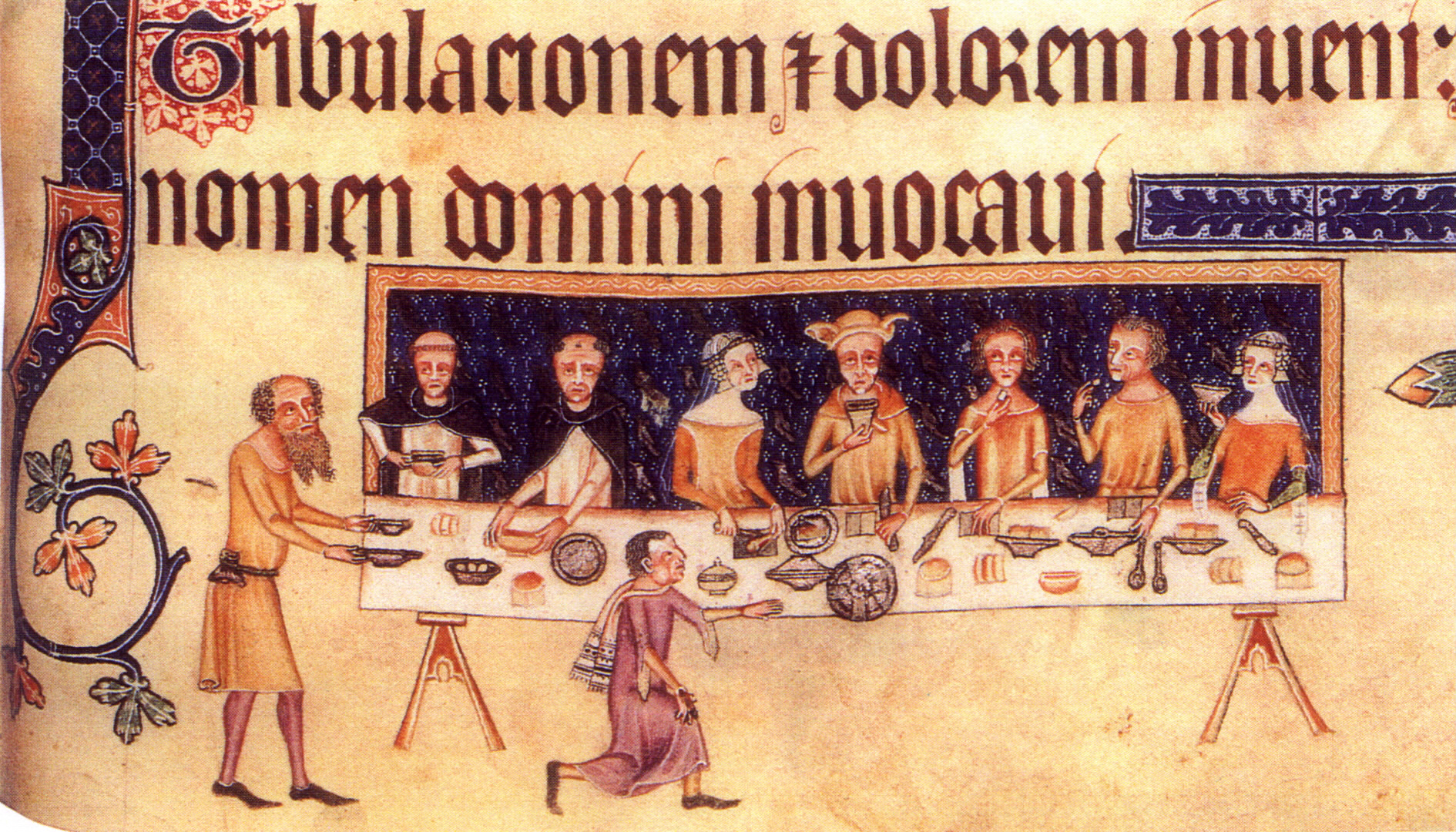
De familie Luttrell aan tafel

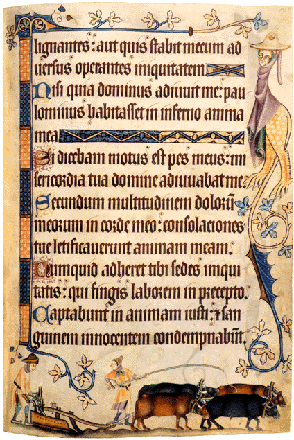
Luttrell psalter, afbeelding van het ploegen

### Margedecoratie
Gedeeltelijke afboording met rankwerk vindt men praktisch op elke pagina. Op de folia 13, 51, 121v, 174r, en 203r die een grote begininitiaal van de psalmen bevatten, is het ganse tekstblok omkadert.
Verder vindt men op de folia 13-108 (katernen 2-9) en 145-214 (katernen 13-18) een groot aantal afbeeldingen in de marges. Het mooiste werk  is terug te vinden op de folia 145-214. Volgens Sandler is het dit gedeelte dat het manuscript beroemd maakte. Op de folia 109 tot 144 (katernen 10-12) is de decoratie beperkt tot boorden, lijnvullers en gedecoreerde initialen. De decoratie van de folia 13-214 zou gebeurd zijn samen met het schrijven van het handschrift. De decoratie van folia 1-12 (kalender, katern 1) en 215-309 (katernen 19-26) zou niet afgewerkt zijn door de oorspronkelijke kunstenaars, op enkele pagina’s na, maar zou later in de 14e eeuw afgewerkt zijn, misschien na de dood van sir Geoffrey Luttrell. Ook hier heeft men zich beperkt tot het eenvoudige programma zoals in de katernen 10-12.
In totaal zijn er 232 van die marginale taferelen geschilderd in de secties ff.1-108 en ff.145-214. De meest diverse thema’s komen aan bod:
- illustraties bij de psalmen (9)
- religieuze taferelen (93)
- landbouw activiteiten en aanverwanten (22)
- grotesken (15)
- dieren en mythologische wezens (25)
- tijdverdrijf en sport (31)
- musiceren (8)
- wapens en wapengebruik (7)
- dagelijks leven (19)
- diverse (3)

De kunstenaar verantwoordelijk voor de folia van 145-245 wordt de “Luttrell meester” genoemd. Hij leverde duidelijk beter werk dan de andere miniaturisten die aan het handschrift werkten. Zijn tekeningen zijn kleurrijk en gedetailleerd. Hij is qua stijl duidelijk vergelijkbaar met de meesters van de zogenaamde “school van Oost-Anglia”, stijl die ook terug te vinden is in het Macclesfield psalter.

## Weblinks
- (en) British Library, het boek bekijken (breedband verbinding)
- (en) British Library, het boek bekijken (trage verbinding)

Albanus Psalter · Anglo-Catalaans psalter · Arundel psalter · Psalter van Blanche van Castilië · Cathach van Sint-Columba · Dagulf-psalter · Eadwine psalter · Fécamp psalter · Harley psalter · Hunter psalter · Ingeborgpsalter · Kopenhagen psalter · Leidse Psalter van Lodewijk de Heilige · Psalter van Jean de Berry · Psalter van Lodewijk de Duitser · Luttrell psalter · Macclesfield Psalter · Parijse Psalter van Lodewijk de Heilige · Melisende Psalter · Queen Mary Psalter · Tiberius Psalter · Utrechts Psalter · Wachtendonckse Psalmen